# Кременецко възвишение
Кременецкото възвишение (Кременецки планини) (на украински: Кремене́цькі го́ри; на руски: Кременецкая возвышенность) е възвишение, част от обширното Подолско възвишение, разположено на територията на Западна Украйна (Тернополска и Ровненска област, в района на град Кременец. Простира се от юг-югозапад на север-североизток на протежение около 40 km. Западните му склонове са стръмни, а източните полегати. Средната му надморската височина е 300 – 400 m, максимална 409 m (50°04′00″ с. ш. 25°38′04″ и. д. / 50.066667° с. ш. 25.634444° и. д.), разположена югозападно от град Кременец. Склоновете му са силно разчленени от река Горин и горните течения на няколко други реки от басейна на река Припят. Склоновете му са покрити с широколистни гори, а най-високите части са плоски и каменисти.

## Топографска карта
- М-35-А М 1:500000[2]